# Törestorp
Törestorp is een plaats in de gemeente Gnosjö in het landschap Småland en de provincie Jönköpings län in Zweden. De plaats heeft 233 inwoners (2005) en een oppervlakte van 46 hectare.